# Tonwantonga
Tonwantonga (a veces Ton won ton ga) fue un poblado de la tribu omaha situado entre los ríos Platte y Misuri entre los años 70 del siglo XVIII y mediados del XIX. Llegó a tener más de mil habitantes y se convirtió en uno de los enclaves comerciales más importantes para los españoles de la Luisiana española. Más adelante, fue visitada por los exploradores Lewis y Clark y utilizada por tramperos estadounidenses como puesto fronterizo hasta su desaparición a mediados del siglo XIX.

## Población
En su origen, el poblado debió contar con unos 500 habitantes distribuidos en casas concéntricas de barro. A partir de 1790, su auge económico y comercial, la población debió sobrepasar los 1000 habitantes (un tercio de la población total de indios de omaha, de en torno a 3000 individuos) y utilizar el tipo arquitectónico de tipis propio de la cultura de las grandes llanuras. En 1802, la población volvió bajar del millar de habitantes por una pandemia de viruela. La población fue decayendo en el siglo XIX hasta que el territorio quedó abandonado con la venta del territorio a los Estados Unidos. 

## Historia
Los indios omaha crearon Tonwantonga tras pasar de forma itinerante por territorios del norte como Minnesota o Dakota del Norte. Finalmente se establecieron en las orillas del río Platte, afluente del Misuri, por entonces parte de la Luisiana española, en el actual estado de Nebraska. Allí establecieron, en torno a 1775, el poblado, que controló el comercio de pieles en el Misuri y que llegó a contar con, al menos, 1.100 habitantes. Los españoles construyeron fuertes (Como Fuerte Carlos, en honor a Carlos IV) junto al poblado e intercambiaron regularmente pieles y bienes con la tribu.
Tras unos años de crecimiento, en torno a 1802, los omaha de Tonwantonga hicieron frente en el poblado a una pandemia de viruela que acabó con la vida de al menos 400 individuos. Tras la compra del territorio por parte de los Estados Unidos, en 1803, fueron visitados por los exploradores estadounidenses Lewis y Clark, que se entrevistaron con su jefe, Washinggusaba (Black Bird) y documentaron la existencia de un gran poblado indio junto al Platte.
El nuevo jefe y líder del poblado, Big Elk, casó a sus hijas con hombres blancos, y así alcanzó acuerdos comerciales con la Compañía de piel de Misuri (Missouri Fur Company) de Manuel Lisa. Pese a ello, fue engañado sistemáticamente por el gobierno estadounidense entre 1830 y 1836. El 16 de marzo de 1854, el nuevo jefe de los omaha, Logan Fontenelle, vendió la mayor parte de sus tierras, incluida Tonwantonga. Los omaha se mudaron a un territorio en Thurston, en el sur oeste de Dakota, y el poblado fue quedando abandonado.